# Estela Vidal
Estela Vidal (Buenos Aires, Argentina, ¿? - ibídem, 1997) fue una actriz característica de cine, teatro y televisión, y una eximia cantante argentina.

## Carrera
Vidal comenzó su carrera primero como cantante y luego como actriz. Como cantante de tango trabajó junto a la cancionista y también actriz Sofía Bozán.

### Filmografía
- 1946: Las tres ratas en el papel de la mucama
- 1958: Una cita con la vida
- 1963: 40 años de novios
- 1966: Ritmo, amor y juventud
- 1967: Ya tiene comisario el pueblo
- 1969: El bulín
- 1970: Joven, viuda y estanciera
- 1971: La valija
- 1971: Balada para un mochilero
- 1972: Mi amigo Luis
- 1973: ¡Quiero besarlo señor!
- 1975: Carmiña: Su historia de amor
- 1978: Los médicos
- 1984: Sálvese quien pueda
- 1986: Mingo y Aníbal en la mansión embrujada como la vecina
- 1987: Me sobra un marido
- 1988: El profesor punk[2]

### Televisión
- 1965: Viernes de Pacheco en el ep.Los Mártires de Alcara, junto a Estela Molly, Pepita Martin,Juan Carlos Barbieri y Alberto Anchart.
- 1966: Marronadas 66
- 1968/1970: Balabasadas
- 1971: Alta comedia
- 1971: La Revista Dislocada donde se hizo conocida por su frase "¡No me mientas, Bertolotti!" con el que era amenazado Raúl Rossi cuando este  la engañaba.[3]
- 1974: Jacinta Pichimauida, la maestra que no se olvida  como La Directora
- 1974: Alberto Vilar, el indomable
- 1981/1982: El ciclo de Guillermo Bredeston y Nora Cárpena
- 1981: Comedias para vivir
- 1981: Teatro de Humor
- 1981: Stefanía[4]

### Teatro
Gran maestra del teatro, Vidal, trabajó en numerosas obras teatrales, junto con importantes famosos de la talla de Perla Santalla, Mario Danesi, Enzo Viena, Roberto Croharé, Carmen Llambí, Tito Lagos, Víctor Martucci, Nora Palmer, Roberto Ruiz y Antonio Moreno.
Integró  la "Compañía Cómica Luis Arata", junto a un elenco integrado por Amalia Bernabé, Hebe Morel, Berta Gangloff, Carlos Mendi, Juan Bono y Norma Aleandro.
Se destacó en Querida Coco. En 1943 actuó en la comedia ¡Que no lo sepa Nicola!, en el Teatro Marconi con Pepe Ratti, Tito Lagos, Toti Muñoz, Alfonso Amigo, Vicente Formi, Amalia Britos, Tota Ferreyra y Alicia Bari.
Trabajó en la "Compañía Argentina de Comedias de Raúl Rossi", junto con Elcira Olivera Garcés y Juan Carlos Barbieri, con quienes estrenó la obra El miedo es masculino en el Teatro Smart.
En 1947 actuó en la obra Madame "13", junto a Enrique Rolf, Lita Enhart, Tito Lagos, Zulma Montes, Alberto Closas y Lalo Maura.
En 1959 trabajó en la obra Mintiendo se vive...Sigamos mintiendo, con Pepita Muñoz y Alberto Anchart. En 1974 hizo ¿Será virgen mi marido?, estrenado en el Cine Teatro Opera, con Guido Gorgatti, Agó Franzetti, Yayi Cristal, Tino Pascali y Gino Renni.
También hizo varias funciones con Guillermo Bredeston en el Teatro Provincial.